# Scopula lubricata
Scopula lubricata är en fjärilsart som beskrevs av W. Warren 1905. Scopula lubricata ingår i släktet Scopula och familjen mätare. Inga underarter finns listade.